# Татарбаево
Татарбаево (баш. Татарбай) — село в Мишкинском районе Башкортостана, административный центр Мавлютовского сельсовета.

## Географическое положение
Расстояние до:
- районного центра (Мишкино): 11 км,
- ближайшей ж/д станции (Загородная): 128 км.

## История
Основано по договору 1715 году о припуске тептярями на вотчинных землях башкир Шамшадинской волости Казанской дороги.
По материалам Первой ревизии, в 1722 году в деревне были учтены 9 душ мужского пола служилых мещеряков.
В «Списке населенных мест по сведениям 1870 года», изданном в 1877 году, населённый пункт упомянут как деревня Татарбаева 5-го стана Бирского уезда Уфимской губернии. Располагалась при речке Большом Иняке, по левую сторону Сибирского почтового тракта из Уфы, в 45 верстах от уездного города Бирска и в 37 верстах от становой квартиры в деревне Суслова. В деревне, в 82 дворах жили 586 человек (301 мужчина и 285 женщин, мещеряки, тептяри), была мечеть. Жители занимались земледелием, скотоводством, деланием телег и пилкой леса.
В 1906 году зафиксировано 2 мечети, 3 бакалейные и 3 мануфактурные лавки.

## Население
| 2002 | 2009 | 2010 |
| ---- | ---- | ---- |
| 546  | ↘478 | ↘445 |

Национальный состав
Согласно переписи 2002 года, преобладающая национальность — татары (94 %).

## Инфраструктура
Население занято в крестьянских (фермерских) хозяйствах. Есть средняя школа, детский сад, фельдшерско- акушерский пункт, дом культуры.

## Религия
В селе есть мечеть.